# Họ Đậu
Họ Đậu hay còn gọi họ Cánh bướm (danh pháp khoa học: Fabaceae, đồng nghĩa: Leguminosae, Papilionaceae) là một họ thực vật trong bộ Đậu. Đây là họ thực vật có hoa lớn thứ ba, sau họ Phong lan và họ Cúc, với khoảng 730 chi và 19.400 loài. Các loài đa dạng tập trung nhiều trong các phân họ Trinh nữ (Mimosoideae) và phân họ Đậu (Faboideae), và chúng chiếm khoảng 9,4% trong tổng số loài thực vật hai lá mầm thật sự. Ước tính các loài trong họ này chiếm 16% các loài cây trong vùng rừng mưa nhiệt đới Nam Mỹ. Ngoài ra, họ này cũng có mặt nhiều ở các rừng mưa và rừng khô nhiệt đới ở châu Mỹ và châu Phi. Cho đến nay vẫn còn những tranh cãi về việc họ này bao gồm 3 phân họ hay tách các phân họ của nó thành các họ riêng biệt. Có rất nhiều thông tin về dữ liệu phân tử và hình thái học chứng minh họ Đậu là một họ đơn ngành. Quan điểm này được xem xét không chỉ ở cấp độ tổng hợp khi so sánh các nhóm khác nhau trong họ này và các quan hệ họ hàng của chúng mà còn dựa trên các kết quả phân tích về phát sinh loài gần đây dựa trên DNA. Các nghiên cứu này xác nhận rằng họ Đậu là một nhóm đơn ngành và có quan hệ gần gũi với các họ trong bộ Đậu là họ Viễn chí (Polygalaceae), họ Suyên biển (Surianaceae), và họ Quillajaceae.

## Phân loại
Theo định nghĩa của hệ thống APG thì nó là một họ lớn: Fabaceae sensu lato (nghĩa rộng). ICBN cho phép sử dụng cả Fabaceae nghĩa rộng và Leguminosae như là các tên gọi thực vật học tương đương nhau ở cấp họ. Hệ thống APG sử dụng tên gọi Fabaceae.
Tuy nhiên, họ Fabaceae có thể định nghĩa khác đi như là Fabaceae sensu stricto (nghĩa hẹp), ví dụ như trong hệ thống Cronquist. Trong các phân loại như thế thì các phân họ Trinh nữ (Mimosoideae) và Vang (Caesalpinioideae) được nâng lên thành cấp họ với tên gọi khoa học tương ứng là Mimosaceae và Caesalpiniaceae. Nhóm còn lại có các tên gọi thực vật học tương ứng là Fabaceae và Papilionaceae (nhưng không phải là Leguminosae). APG coi nhóm này ở mức độ phân họ, với tên gọi Faboideae (tên gọi tương đương của nó trong Leguminosae là Papilionoideae).
Khi tra cứu hay tham khảo bất kỳ cuốn sách nào có sử dụng tên gọi Fabaceae, cần phải lưu ý là tên gọi này dùng trong ngữ cảnh nào. Các tên gọi như Leguminosae hay Papilionaceae là rõ ràng và các nhà phân loại học dùng các từ này chủ yếu cùng với tên gọi Leguminosae.
Leguminosae (hay Fabaceae sensu lato) là họ lớn thứ hai của thực vật có hoa với 730 chi và trên 19.400 loài. Các tên gọi thông thường chủ yếu của các loài trong họ này là đỗ hay đậu, và họ này chứa một số loài cây quan trọng bậc nhất trong cung cấp thực phẩm cho con người, chẳng hạn các loại đậu, đỗ, lạc, đậu tương và đậu lăng v.v. Các loài khác trong họ cũng là các nguồn cung cấp thức ăn quan trọng cho gia súc, gia cầm hoặc để làm phân xanh, chẳng hạn đậu lupin, cỏ ba lá, muồng hay đậu tương. Một số chi như Laburnum, Robinia, Gleditsia, Acacia, Mimosa và Delonix là các loại cây cảnh. Một số loài còn có các tính chất y học hoặc diệt trừ sâu bọ (chẳng hạn Derris) hay sản sinh ra các chất quan trọng như gôm Ả Rập, tanin, thuốc nhuộm hoặc nhựa. Một số loài, như sắn dây, một loài có nguồn gốc ở khu vực Đông Á, đầu tiên được trồng tại miền đông nam Hoa Kỳ nhằm cải tạo đất và làm thức ăn cho gia súc, nhưng đã nhanh chóng trở thành một loài cỏ dại xâm hại nguy hiểm có xu hướng phát triển trên mọi thứ đất và chèn ép nhiều loài bản địa.
Tất cả các thành viên trong họ này đều có hoa chứa 5 cánh hoa, trong dó bầu nhụy lớn khi phát triển được sẽ tạo ra quả thuộc loại quả đậu, hai vỏ của nó có thể tách đôi, bên trong chứa nhiều hạt trong các khoang riêng rẽ. Các loài trong họ này theo truyền thống được phân loại trong ba phân họ, đôi khi được nâng lên thành các họ riêng trong bộ Đậu (Fabales), trên cơ sở hình thái học của hoa (đặc biệt là hình dạng cánh hoa):
- Phân họ Vang (Caesalpinioideae) hay họ Vang (Caesalpiniaceae):[15] Có khoảng 170 chi và 2.000 loài. Hoa của chúng đối xứng hai bên, nhưng thay đổi nhiều tùy theo từng chi cụ thể, chẳng hạn trong chi Cercis thì hoa tương tự như hoa của các loài trong phân họ Faboideae, trong khi tại chi Bauhinia thì nó là đối xứng với 5 cánh hoa bằng nhau.
- Phân họ Trinh nữ (Mimosoideae) hay họ Trinh nữ (Mimosaceae): Các cánh hoa nhỏ và thông thường có dạng hình cầu hay là cụm hoa dạng bông và các nhị hoa là bộ phận sặc sỡ nhất của hoa.
- Phân họ Đậu (Faboideae hay Papilionoideae) = họ Fabaceae nghĩa hẹp hay họ Papilionaceae: Một cánh hoa lớn và có nếp gấp trên nó, hai cánh hoa cận kề mọc bên cạnh còn hai cánh hoa dưới chúng nối liền với nhau ở đáy, tạo thành một cấu trúc tương tự như cái thuyền con.

## Phát sinh chủng loài

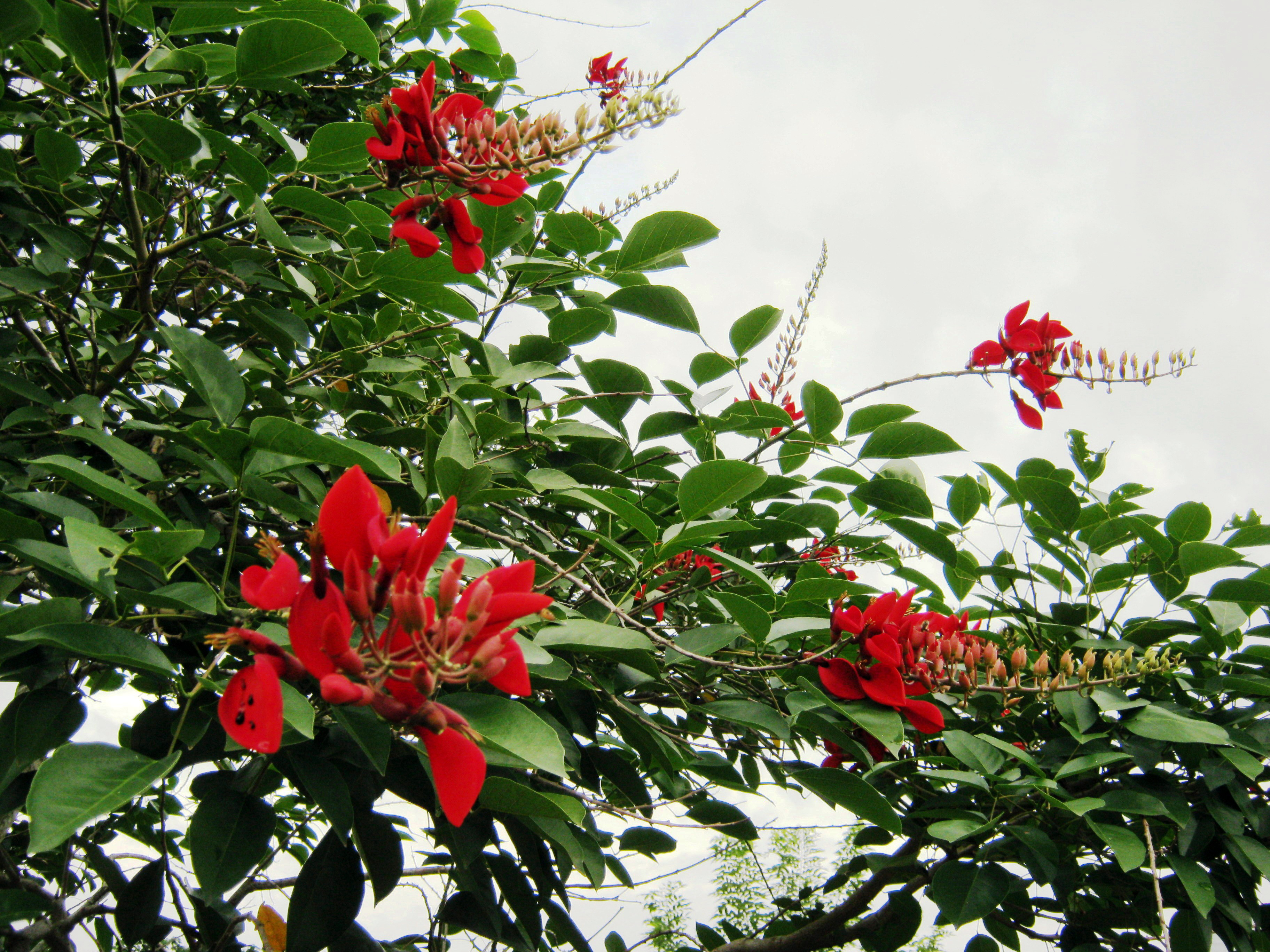
Vông mồng gà (Erythrina cristagalli) thuộc họ Đậu (Fabaceae), còn được gọi là Hoàng hậu đỏ

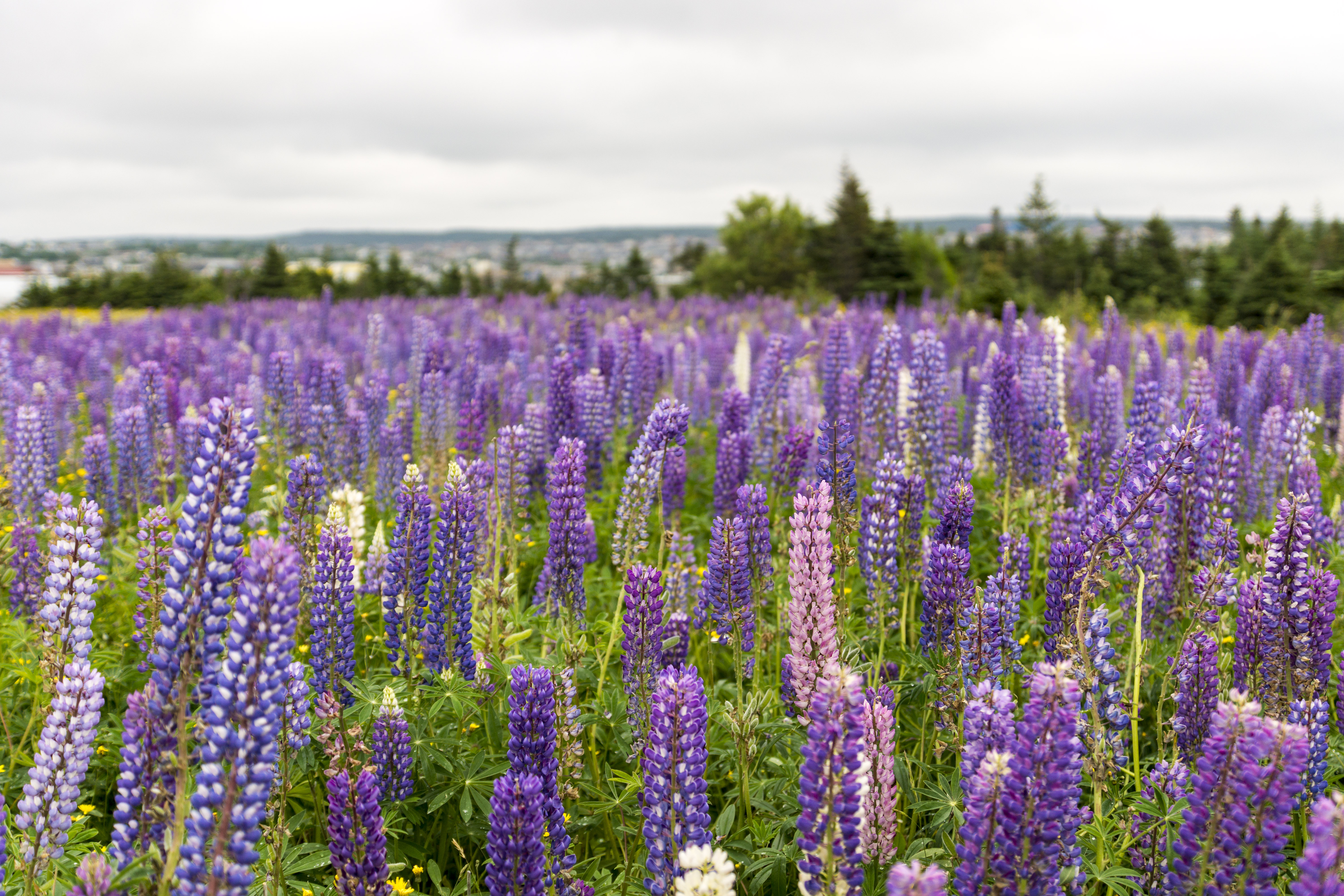
Lupinus perennis, Chi Đậu cánh chim

Cây phát sinh chủng loài của họ Đậu là đối tượng nghiên cứu của nhiều nhóm khoa học trên thế giới, họ sử dụng các phương pháp phân tích hình thái học, các dữ liệu DNA (trnL intron thể hạt, các gen thể hạt rbcL và matK, và các ITS) và phân tích miêu tả theo nhánh để dung giải các mối quan hệ của các dòng dõi khác nhau trong họ này. Bằng cách ấy người ta đã không thể xác nhận tính đơn ngành của các phân họ truyền thống là Mimosoideae và Faboideae, do chúng cùng nhau lồng sâu bên trong phân họ cận ngành Caesalpinioideae. Tất cả các nghiên cứu, thông qua cách tiếp cận khác nhau, là trước sau như một và đưa ra sự hỗ trợ mạnh cho các mối quan hệ giữa các nhánh chính của họ này, như sơ đồ dưới đây. Nhánh rẽ ra sớm nhất là tông Cercideae, tiếp theo đó là tông Detarieae, và chi đơn loài Duparquetia (trước đây chúng được xếp vào phân họ Caesalpinioideae).
|  | Detarieae   |
|  |             |
|  | Cercideae   |
|  |             |
|  | Duparquetia |
|  |             |

|  | Umtiza + v.v.                                                          |
|  |                                                                        |
|  | \| \| Caesalpinioideae s. s. \| \| \| \| \| \| Mimosoideae \| \| \| \| |
|  |                                                                        |
|  | Caesalpinioideae s. s.                                                 |
|  |                                                                        |
|  | Mimosoideae                                                            |
|  |                                                                        |

|  | Caesalpinioideae s. s. |
|  |                        |
|  | Mimosoideae            |
|  |                        |

|  | Umtiza + v.v.                                                          |
|  |                                                                        |
|  | \| \| Caesalpinioideae s. s. \| \| \| \| \| \| Mimosoideae \| \| \| \| |
|  |                                                                        |
|  | Caesalpinioideae s. s.                                                 |
|  |                                                                        |
|  | Mimosoideae                                                            |
|  |                                                                        |

|  | Caesalpinioideae s. s. |
|  |                        |
|  | Mimosoideae            |
|  |                        |

|  | Umtiza + v.v.                                                          |
|  |                                                                        |
|  | \| \| Caesalpinioideae s. s. \| \| \| \| \| \| Mimosoideae \| \| \| \| |
|  |                                                                        |
|  | Caesalpinioideae s. s.                                                 |
|  |                                                                        |
|  | Mimosoideae                                                            |
|  |                                                                        |

|  | Caesalpinioideae s. s. |
|  |                        |
|  | Mimosoideae            |
|  |                        |

|  | Umtiza + v.v.                                                          |
|  |                                                                        |
|  | \| \| Caesalpinioideae s. s. \| \| \| \| \| \| Mimosoideae \| \| \| \| |
|  |                                                                        |
|  | Caesalpinioideae s. s.                                                 |
|  |                                                                        |
|  | Mimosoideae                                                            |
|  |                                                                        |

|  | Caesalpinioideae s. s. |
|  |                        |
|  | Mimosoideae            |
|  |                        |

|  | Detarieae   |
|  |             |
|  | Cercideae   |
|  |             |
|  | Duparquetia |
|  |             |

|  | Umtiza + v.v.                                                          |
|  |                                                                        |
|  | \| \| Caesalpinioideae s. s. \| \| \| \| \| \| Mimosoideae \| \| \| \| |
|  |                                                                        |
|  | Caesalpinioideae s. s.                                                 |
|  |                                                                        |
|  | Mimosoideae                                                            |
|  |                                                                        |

|  | Caesalpinioideae s. s. |
|  |                        |
|  | Mimosoideae            |
|  |                        |

|  | Umtiza + v.v.                                                          |
|  |                                                                        |
|  | \| \| Caesalpinioideae s. s. \| \| \| \| \| \| Mimosoideae \| \| \| \| |
|  |                                                                        |
|  | Caesalpinioideae s. s.                                                 |
|  |                                                                        |
|  | Mimosoideae                                                            |
|  |                                                                        |

|  | Caesalpinioideae s. s. |
|  |                        |
|  | Mimosoideae            |
|  |                        |

|  | Umtiza + v.v.                                                          |
|  |                                                                        |
|  | \| \| Caesalpinioideae s. s. \| \| \| \| \| \| Mimosoideae \| \| \| \| |
|  |                                                                        |
|  | Caesalpinioideae s. s.                                                 |
|  |                                                                        |
|  | Mimosoideae                                                            |
|  |                                                                        |

|  | Caesalpinioideae s. s. |
|  |                        |
|  | Mimosoideae            |
|  |                        |

|  | Umtiza + v.v.                                                          |
|  |                                                                        |
|  | \| \| Caesalpinioideae s. s. \| \| \| \| \| \| Mimosoideae \| \| \| \| |
|  |                                                                        |
|  | Caesalpinioideae s. s.                                                 |
|  |                                                                        |
|  | Mimosoideae                                                            |
|  |                                                                        |

|  | Caesalpinioideae s. s. |
|  |                        |
|  | Mimosoideae            |
|  |                        |

|  | Surianaceae  |
|  |              |
|  | Polygalaceae |
|  |              |

|  | Detarieae   |
|  |             |
|  | Cercideae   |
|  |             |
|  | Duparquetia |
|  |             |

|  | Umtiza + v.v.                                                          |
|  |                                                                        |
|  | \| \| Caesalpinioideae s. s. \| \| \| \| \| \| Mimosoideae \| \| \| \| |
|  |                                                                        |
|  | Caesalpinioideae s. s.                                                 |
|  |                                                                        |
|  | Mimosoideae                                                            |
|  |                                                                        |

|  | Caesalpinioideae s. s. |
|  |                        |
|  | Mimosoideae            |
|  |                        |

|  | Umtiza + v.v.                                                          |
|  |                                                                        |
|  | \| \| Caesalpinioideae s. s. \| \| \| \| \| \| Mimosoideae \| \| \| \| |
|  |                                                                        |
|  | Caesalpinioideae s. s.                                                 |
|  |                                                                        |
|  | Mimosoideae                                                            |
|  |                                                                        |

|  | Caesalpinioideae s. s. |
|  |                        |
|  | Mimosoideae            |
|  |                        |

|  | Umtiza + v.v.                                                          |
|  |                                                                        |
|  | \| \| Caesalpinioideae s. s. \| \| \| \| \| \| Mimosoideae \| \| \| \| |
|  |                                                                        |
|  | Caesalpinioideae s. s.                                                 |
|  |                                                                        |
|  | Mimosoideae                                                            |
|  |                                                                        |

|  | Caesalpinioideae s. s. |
|  |                        |
|  | Mimosoideae            |
|  |                        |

|  | Umtiza + v.v.                                                          |
|  |                                                                        |
|  | \| \| Caesalpinioideae s. s. \| \| \| \| \| \| Mimosoideae \| \| \| \| |
|  |                                                                        |
|  | Caesalpinioideae s. s.                                                 |
|  |                                                                        |
|  | Mimosoideae                                                            |
|  |                                                                        |

|  | Caesalpinioideae s. s. |
|  |                        |
|  | Mimosoideae            |
|  |                        |

|  | Detarieae   |
|  |             |
|  | Cercideae   |
|  |             |
|  | Duparquetia |
|  |             |

|  | Umtiza + v.v.                                                          |
|  |                                                                        |
|  | \| \| Caesalpinioideae s. s. \| \| \| \| \| \| Mimosoideae \| \| \| \| |
|  |                                                                        |
|  | Caesalpinioideae s. s.                                                 |
|  |                                                                        |
|  | Mimosoideae                                                            |
|  |                                                                        |

|  | Caesalpinioideae s. s. |
|  |                        |
|  | Mimosoideae            |
|  |                        |

|  | Umtiza + v.v.                                                          |
|  |                                                                        |
|  | \| \| Caesalpinioideae s. s. \| \| \| \| \| \| Mimosoideae \| \| \| \| |
|  |                                                                        |
|  | Caesalpinioideae s. s.                                                 |
|  |                                                                        |
|  | Mimosoideae                                                            |
|  |                                                                        |

|  | Caesalpinioideae s. s. |
|  |                        |
|  | Mimosoideae            |
|  |                        |

|  | Umtiza + v.v.                                                          |
|  |                                                                        |
|  | \| \| Caesalpinioideae s. s. \| \| \| \| \| \| Mimosoideae \| \| \| \| |
|  |                                                                        |
|  | Caesalpinioideae s. s.                                                 |
|  |                                                                        |
|  | Mimosoideae                                                            |
|  |                                                                        |

|  | Caesalpinioideae s. s. |
|  |                        |
|  | Mimosoideae            |
|  |                        |

|  | Umtiza + v.v.                                                          |
|  |                                                                        |
|  | \| \| Caesalpinioideae s. s. \| \| \| \| \| \| Mimosoideae \| \| \| \| |
|  |                                                                        |
|  | Caesalpinioideae s. s.                                                 |
|  |                                                                        |
|  | Mimosoideae                                                            |
|  |                                                                        |

|  | Caesalpinioideae s. s. |
|  |                        |
|  | Mimosoideae            |
|  |                        |

|  | Surianaceae  |
|  |              |
|  | Polygalaceae |
|  |              |

|  | Detarieae   |
|  |             |
|  | Cercideae   |
|  |             |
|  | Duparquetia |
|  |             |

|  | Umtiza + v.v.                                                          |
|  |                                                                        |
|  | \| \| Caesalpinioideae s. s. \| \| \| \| \| \| Mimosoideae \| \| \| \| |
|  |                                                                        |
|  | Caesalpinioideae s. s.                                                 |
|  |                                                                        |
|  | Mimosoideae                                                            |
|  |                                                                        |

|  | Caesalpinioideae s. s. |
|  |                        |
|  | Mimosoideae            |
|  |                        |

|  | Umtiza + v.v.                                                          |
|  |                                                                        |
|  | \| \| Caesalpinioideae s. s. \| \| \| \| \| \| Mimosoideae \| \| \| \| |
|  |                                                                        |
|  | Caesalpinioideae s. s.                                                 |
|  |                                                                        |
|  | Mimosoideae                                                            |
|  |                                                                        |

|  | Caesalpinioideae s. s. |
|  |                        |
|  | Mimosoideae            |
|  |                        |

|  | Umtiza + v.v.                                                          |
|  |                                                                        |
|  | \| \| Caesalpinioideae s. s. \| \| \| \| \| \| Mimosoideae \| \| \| \| |
|  |                                                                        |
|  | Caesalpinioideae s. s.                                                 |
|  |                                                                        |
|  | Mimosoideae                                                            |
|  |                                                                        |

|  | Caesalpinioideae s. s. |
|  |                        |
|  | Mimosoideae            |
|  |                        |

|  | Umtiza + v.v.                                                          |
|  |                                                                        |
|  | \| \| Caesalpinioideae s. s. \| \| \| \| \| \| Mimosoideae \| \| \| \| |
|  |                                                                        |
|  | Caesalpinioideae s. s.                                                 |
|  |                                                                        |
|  | Mimosoideae                                                            |
|  |                                                                        |

|  | Caesalpinioideae s. s. |
|  |                        |
|  | Mimosoideae            |
|  |                        |

|  | Detarieae   |
|  |             |
|  | Cercideae   |
|  |             |
|  | Duparquetia |
|  |             |

|  | Umtiza + v.v.                                                          |
|  |                                                                        |
|  | \| \| Caesalpinioideae s. s. \| \| \| \| \| \| Mimosoideae \| \| \| \| |
|  |                                                                        |
|  | Caesalpinioideae s. s.                                                 |
|  |                                                                        |
|  | Mimosoideae                                                            |
|  |                                                                        |

|  | Caesalpinioideae s. s. |
|  |                        |
|  | Mimosoideae            |
|  |                        |

|  | Umtiza + v.v.                                                          |
|  |                                                                        |
|  | \| \| Caesalpinioideae s. s. \| \| \| \| \| \| Mimosoideae \| \| \| \| |
|  |                                                                        |
|  | Caesalpinioideae s. s.                                                 |
|  |                                                                        |
|  | Mimosoideae                                                            |
|  |                                                                        |

|  | Caesalpinioideae s. s. |
|  |                        |
|  | Mimosoideae            |
|  |                        |

|  | Umtiza + v.v.                                                          |
|  |                                                                        |
|  | \| \| Caesalpinioideae s. s. \| \| \| \| \| \| Mimosoideae \| \| \| \| |
|  |                                                                        |
|  | Caesalpinioideae s. s.                                                 |
|  |                                                                        |
|  | Mimosoideae                                                            |
|  |                                                                        |

|  | Caesalpinioideae s. s. |
|  |                        |
|  | Mimosoideae            |
|  |                        |

|  | Umtiza + v.v.                                                          |
|  |                                                                        |
|  | \| \| Caesalpinioideae s. s. \| \| \| \| \| \| Mimosoideae \| \| \| \| |
|  |                                                                        |
|  | Caesalpinioideae s. s.                                                 |
|  |                                                                        |
|  | Mimosoideae                                                            |
|  |                                                                        |

|  | Caesalpinioideae s. s. |
|  |                        |
|  | Mimosoideae            |
|  |                        |

|  | Surianaceae  |
|  |              |
|  | Polygalaceae |
|  |              |

|  | Detarieae   |
|  |             |
|  | Cercideae   |
|  |             |
|  | Duparquetia |
|  |             |

|  | Umtiza + v.v.                                                          |
|  |                                                                        |
|  | \| \| Caesalpinioideae s. s. \| \| \| \| \| \| Mimosoideae \| \| \| \| |
|  |                                                                        |
|  | Caesalpinioideae s. s.                                                 |
|  |                                                                        |
|  | Mimosoideae                                                            |
|  |                                                                        |

|  | Caesalpinioideae s. s. |
|  |                        |
|  | Mimosoideae            |
|  |                        |

|  | Umtiza + v.v.                                                          |
|  |                                                                        |
|  | \| \| Caesalpinioideae s. s. \| \| \| \| \| \| Mimosoideae \| \| \| \| |
|  |                                                                        |
|  | Caesalpinioideae s. s.                                                 |
|  |                                                                        |
|  | Mimosoideae                                                            |
|  |                                                                        |

|  | Caesalpinioideae s. s. |
|  |                        |
|  | Mimosoideae            |
|  |                        |

|  | Umtiza + v.v.                                                          |
|  |                                                                        |
|  | \| \| Caesalpinioideae s. s. \| \| \| \| \| \| Mimosoideae \| \| \| \| |
|  |                                                                        |
|  | Caesalpinioideae s. s.                                                 |
|  |                                                                        |
|  | Mimosoideae                                                            |
|  |                                                                        |

|  | Caesalpinioideae s. s. |
|  |                        |
|  | Mimosoideae            |
|  |                        |

|  | Umtiza + v.v.                                                          |
|  |                                                                        |
|  | \| \| Caesalpinioideae s. s. \| \| \| \| \| \| Mimosoideae \| \| \| \| |
|  |                                                                        |
|  | Caesalpinioideae s. s.                                                 |
|  |                                                                        |
|  | Mimosoideae                                                            |
|  |                                                                        |

|  | Caesalpinioideae s. s. |
|  |                        |
|  | Mimosoideae            |
|  |                        |

|  | Detarieae   |
|  |             |
|  | Cercideae   |
|  |             |
|  | Duparquetia |
|  |             |

|  | Umtiza + v.v.                                                          |
|  |                                                                        |
|  | \| \| Caesalpinioideae s. s. \| \| \| \| \| \| Mimosoideae \| \| \| \| |
|  |                                                                        |
|  | Caesalpinioideae s. s.                                                 |
|  |                                                                        |
|  | Mimosoideae                                                            |
|  |                                                                        |

|  | Caesalpinioideae s. s. |
|  |                        |
|  | Mimosoideae            |
|  |                        |

|  | Umtiza + v.v.                                                          |
|  |                                                                        |
|  | \| \| Caesalpinioideae s. s. \| \| \| \| \| \| Mimosoideae \| \| \| \| |
|  |                                                                        |
|  | Caesalpinioideae s. s.                                                 |
|  |                                                                        |
|  | Mimosoideae                                                            |
|  |                                                                        |

|  | Caesalpinioideae s. s. |
|  |                        |
|  | Mimosoideae            |
|  |                        |

|  | Umtiza + v.v.                                                          |
|  |                                                                        |
|  | \| \| Caesalpinioideae s. s. \| \| \| \| \| \| Mimosoideae \| \| \| \| |
|  |                                                                        |
|  | Caesalpinioideae s. s.                                                 |
|  |                                                                        |
|  | Mimosoideae                                                            |
|  |                                                                        |

|  | Caesalpinioideae s. s. |
|  |                        |
|  | Mimosoideae            |
|  |                        |

|  | Umtiza + v.v.                                                          |
|  |                                                                        |
|  | \| \| Caesalpinioideae s. s. \| \| \| \| \| \| Mimosoideae \| \| \| \| |
|  |                                                                        |
|  | Caesalpinioideae s. s.                                                 |
|  |                                                                        |
|  | Mimosoideae                                                            |
|  |                                                                        |

|  | Caesalpinioideae s. s. |
|  |                        |
|  | Mimosoideae            |
|  |                        |

|  | Surianaceae  |
|  |              |
|  | Polygalaceae |
|  |              |

Sau các thảo luận rộng rãi trong cộng đồng các nhà nghiên cứu phát sinh chủng loài họ đậu, Legume Phylogeny Working Group đã phân loại lại họ Fabaceae thành 6 phân họ, trong đó tách ra 4 phân họ mới từ Caesalpinioideae nghĩa rộng (sensu lato) và sáp nhập Caesapinioideae nghĩa hẹp (sensu stricto) với phân họ Mimosoideae (gọi là nhánh mimosoid trong phân loại mới nhất).
|  | Cercidoideae |
|  |              |
|  | Detarioideae |
|  |              |

|  | Dialioideae                                                                       |
|  |                                                                                   |
|  | \| \| Caesalpinioideae \| \| \| \| \| \| Faboideae (= Papilionoideae) \| \| \| \| |
|  |                                                                                   |
|  | Caesalpinioideae                                                                  |
|  |                                                                                   |
|  | Faboideae (= Papilionoideae)                                                      |
|  |                                                                                   |

|  | Caesalpinioideae             |
|  |                              |
|  | Faboideae (= Papilionoideae) |
|  |                              |

|  | Dialioideae                                                                       |
|  |                                                                                   |
|  | \| \| Caesalpinioideae \| \| \| \| \| \| Faboideae (= Papilionoideae) \| \| \| \| |
|  |                                                                                   |
|  | Caesalpinioideae                                                                  |
|  |                                                                                   |
|  | Faboideae (= Papilionoideae)                                                      |
|  |                                                                                   |

|  | Caesalpinioideae             |
|  |                              |
|  | Faboideae (= Papilionoideae) |
|  |                              |

|  | Cercidoideae |
|  |              |
|  | Detarioideae |
|  |              |

|  | Dialioideae                                                                       |
|  |                                                                                   |
|  | \| \| Caesalpinioideae \| \| \| \| \| \| Faboideae (= Papilionoideae) \| \| \| \| |
|  |                                                                                   |
|  | Caesalpinioideae                                                                  |
|  |                                                                                   |
|  | Faboideae (= Papilionoideae)                                                      |
|  |                                                                                   |

|  | Caesalpinioideae             |
|  |                              |
|  | Faboideae (= Papilionoideae) |
|  |                              |

|  | Dialioideae                                                                       |
|  |                                                                                   |
|  | \| \| Caesalpinioideae \| \| \| \| \| \| Faboideae (= Papilionoideae) \| \| \| \| |
|  |                                                                                   |
|  | Caesalpinioideae                                                                  |
|  |                                                                                   |
|  | Faboideae (= Papilionoideae)                                                      |
|  |                                                                                   |

|  | Caesalpinioideae             |
|  |                              |
|  | Faboideae (= Papilionoideae) |
|  |                              |

|  | Cercidoideae |
|  |              |
|  | Detarioideae |
|  |              |

|  | Dialioideae                                                                       |
|  |                                                                                   |
|  | \| \| Caesalpinioideae \| \| \| \| \| \| Faboideae (= Papilionoideae) \| \| \| \| |
|  |                                                                                   |
|  | Caesalpinioideae                                                                  |
|  |                                                                                   |
|  | Faboideae (= Papilionoideae)                                                      |
|  |                                                                                   |

|  | Caesalpinioideae             |
|  |                              |
|  | Faboideae (= Papilionoideae) |
|  |                              |

|  | Dialioideae                                                                       |
|  |                                                                                   |
|  | \| \| Caesalpinioideae \| \| \| \| \| \| Faboideae (= Papilionoideae) \| \| \| \| |
|  |                                                                                   |
|  | Caesalpinioideae                                                                  |
|  |                                                                                   |
|  | Faboideae (= Papilionoideae)                                                      |
|  |                                                                                   |

|  | Caesalpinioideae             |
|  |                              |
|  | Faboideae (= Papilionoideae) |
|  |                              |

|  | Cercidoideae |
|  |              |
|  | Detarioideae |
|  |              |

|  | Dialioideae                                                                       |
|  |                                                                                   |
|  | \| \| Caesalpinioideae \| \| \| \| \| \| Faboideae (= Papilionoideae) \| \| \| \| |
|  |                                                                                   |
|  | Caesalpinioideae                                                                  |
|  |                                                                                   |
|  | Faboideae (= Papilionoideae)                                                      |
|  |                                                                                   |

|  | Caesalpinioideae             |
|  |                              |
|  | Faboideae (= Papilionoideae) |
|  |                              |

|  | Dialioideae                                                                       |
|  |                                                                                   |
|  | \| \| Caesalpinioideae \| \| \| \| \| \| Faboideae (= Papilionoideae) \| \| \| \| |
|  |                                                                                   |
|  | Caesalpinioideae                                                                  |
|  |                                                                                   |
|  | Faboideae (= Papilionoideae)                                                      |
|  |                                                                                   |

|  | Caesalpinioideae             |
|  |                              |
|  | Faboideae (= Papilionoideae) |
|  |                              |

|  | Cercidoideae |
|  |              |
|  | Detarioideae |
|  |              |

|  | Dialioideae                                                                       |
|  |                                                                                   |
|  | \| \| Caesalpinioideae \| \| \| \| \| \| Faboideae (= Papilionoideae) \| \| \| \| |
|  |                                                                                   |
|  | Caesalpinioideae                                                                  |
|  |                                                                                   |
|  | Faboideae (= Papilionoideae)                                                      |
|  |                                                                                   |

|  | Caesalpinioideae             |
|  |                              |
|  | Faboideae (= Papilionoideae) |
|  |                              |

|  | Dialioideae                                                                       |
|  |                                                                                   |
|  | \| \| Caesalpinioideae \| \| \| \| \| \| Faboideae (= Papilionoideae) \| \| \| \| |
|  |                                                                                   |
|  | Caesalpinioideae                                                                  |
|  |                                                                                   |
|  | Faboideae (= Papilionoideae)                                                      |
|  |                                                                                   |

|  | Caesalpinioideae             |
|  |                              |
|  | Faboideae (= Papilionoideae) |
|  |                              |

|  | Cercidoideae |
|  |              |
|  | Detarioideae |
|  |              |

|  | Dialioideae                                                                       |
|  |                                                                                   |
|  | \| \| Caesalpinioideae \| \| \| \| \| \| Faboideae (= Papilionoideae) \| \| \| \| |
|  |                                                                                   |
|  | Caesalpinioideae                                                                  |
|  |                                                                                   |
|  | Faboideae (= Papilionoideae)                                                      |
|  |                                                                                   |

|  | Caesalpinioideae             |
|  |                              |
|  | Faboideae (= Papilionoideae) |
|  |                              |

|  | Dialioideae                                                                       |
|  |                                                                                   |
|  | \| \| Caesalpinioideae \| \| \| \| \| \| Faboideae (= Papilionoideae) \| \| \| \| |
|  |                                                                                   |
|  | Caesalpinioideae                                                                  |
|  |                                                                                   |
|  | Faboideae (= Papilionoideae)                                                      |
|  |                                                                                   |

|  | Caesalpinioideae             |
|  |                              |
|  | Faboideae (= Papilionoideae) |
|  |                              |

|  | Cercidoideae |
|  |              |
|  | Detarioideae |
|  |              |

|  | Dialioideae                                                                       |
|  |                                                                                   |
|  | \| \| Caesalpinioideae \| \| \| \| \| \| Faboideae (= Papilionoideae) \| \| \| \| |
|  |                                                                                   |
|  | Caesalpinioideae                                                                  |
|  |                                                                                   |
|  | Faboideae (= Papilionoideae)                                                      |
|  |                                                                                   |

|  | Caesalpinioideae             |
|  |                              |
|  | Faboideae (= Papilionoideae) |
|  |                              |

|  | Dialioideae                                                                       |
|  |                                                                                   |
|  | \| \| Caesalpinioideae \| \| \| \| \| \| Faboideae (= Papilionoideae) \| \| \| \| |
|  |                                                                                   |
|  | Caesalpinioideae                                                                  |
|  |                                                                                   |
|  | Faboideae (= Papilionoideae)                                                      |
|  |                                                                                   |

|  | Caesalpinioideae             |
|  |                              |
|  | Faboideae (= Papilionoideae) |
|  |                              |

|  | Cercidoideae |
|  |              |
|  | Detarioideae |
|  |              |

|  | Dialioideae                                                                       |
|  |                                                                                   |
|  | \| \| Caesalpinioideae \| \| \| \| \| \| Faboideae (= Papilionoideae) \| \| \| \| |
|  |                                                                                   |
|  | Caesalpinioideae                                                                  |
|  |                                                                                   |
|  | Faboideae (= Papilionoideae)                                                      |
|  |                                                                                   |

|  | Caesalpinioideae             |
|  |                              |
|  | Faboideae (= Papilionoideae) |
|  |                              |

|  | Dialioideae                                                                       |
|  |                                                                                   |
|  | \| \| Caesalpinioideae \| \| \| \| \| \| Faboideae (= Papilionoideae) \| \| \| \| |
|  |                                                                                   |
|  | Caesalpinioideae                                                                  |
|  |                                                                                   |
|  | Faboideae (= Papilionoideae)                                                      |
|  |                                                                                   |

|  | Caesalpinioideae             |
|  |                              |
|  | Faboideae (= Papilionoideae) |
|  |                              |

Dựa trên các dữ liệu phát sinh chủng loài và hóa thạch, người ta đề xuất rằng họ Đậu nguyên thủy phát triển ở các khu vực khô hạn và bán khô hạn dọc theo bờ biển của đại dương Tethys trong suốt đầu kỷ Đệ Tam. Tuy nhiên, các tài liệu khác thì cho rằng ở châu Phi (hoặc thậm chí châu Mỹ) không thể đưa ra kết luận về nguồn gốc như trên của họ này.

## Tiến hóa
Bộ Đậu chứa khoảng 9,6% đa dạng sinh học của nhóm thực vật hai lá mầm thật sự và hầu hết chúng tập trung trong một trong 4 họ của nó là họ Đậu. Nguồn gốc của nhánh này bao gồm cả các họ Polygalaceae, Surianaceae và Quillajaceae được xác định là đã tồn tại từ 94 đến 89 triệu năm, và bắt đầu phát triển đa dạng vào khoảng 79 đến 74 triệu năm. Trong thực tế, các loài trong họ Đậu dường như đã đa dạng hóa trong suốt đầu kỷ Đệ Tam để trở thành thành viên phổ biến ở khắp mọi nơi của thực vật trên cạn hiện đại, giống như nhiều họ thực vật hạt kín khác.
Hóa thạch của họ Đậu phong phú và đa dạng, đặc biệt là trong kỷ Đệ Tam. Các hóa thạch của hoa, quả, lá chét, gỗ và phấn hoa được tìm thấy ở nhiều nơi. Hóa thạch sớm nhất có thể chắc chắn gán cho họ Đậu đã xuất hiện vào Paleocen muộn (khoảng 56 triệu năm trước). Các đại diện của các phân họ được công nhận theo truyền thống là Caesalpinioideae, Papilionoideae và Mimosoideae - cũng như các nhánh lớn trong phạm vi các phân họ - như Genisteae - đã được tìm thấy trong các mẫu hóa thạch trong các giai đoạn muộn hơn một chút, cách đây khoảng 55 đến 50 triệu năm. Trong thực tế, việc phát hiện ra một số đơn vị phân loại đại diện cho các nhánh chính của họ Đậu trong thời kỳ Eocen giữa và muộn gợi ý rằng các nhóm hiện đại nhất của họ Đậu đã có mặt và đa dạng hóa trong giai đoạn này. Sau đó, họ Fabaceae bắt đầu đa dạng hóa cách đây khoảng 60 triệu năm và các nhánh chính được tách ra cách đây 50 triệu năm. Tuổi của các nhánh chính trong Caesalpinioideae được ước tính vào khoảng từ 56 đến 34 triệu năm và nhóm Mimosoideae vào khoảng 44 ± 2,6 triệu năm. Sự tách biệt giữa Mimosoideae và Faboideae đã diễn ra cách đây từ 59 đến 34 triệu năm và tuổi của các nhánh chính trong Faboideae vào khoảng 58,6 ± 0,2 triệu năm. Trong phân họ Faboideae, sự chia tách của các nhóm cũng đã được xác định tuổi. Theo đó, Astragalus đã tách ra từ Oxytropsis vào khoảng 16 đến 12 triệu năm trước, mặc dù sự đa dạng hóa trong mỗi chi chỉ xảy ra tương đối gần đây. Ví dụ, sự phân tỏa của các loài thể bội không chỉnh trong nhánh Neo-Astragalus (các loài thuộc chi Astragalus có ở châu Mỹ) đã bắt đầu khoảng 4 triệu năm trước. Inga, một chi khác trong phân họ Faboideae chứa khoảng 350 loài dường như đã tách ra khoảng 2 triệu năm trước.

## Miêu tả

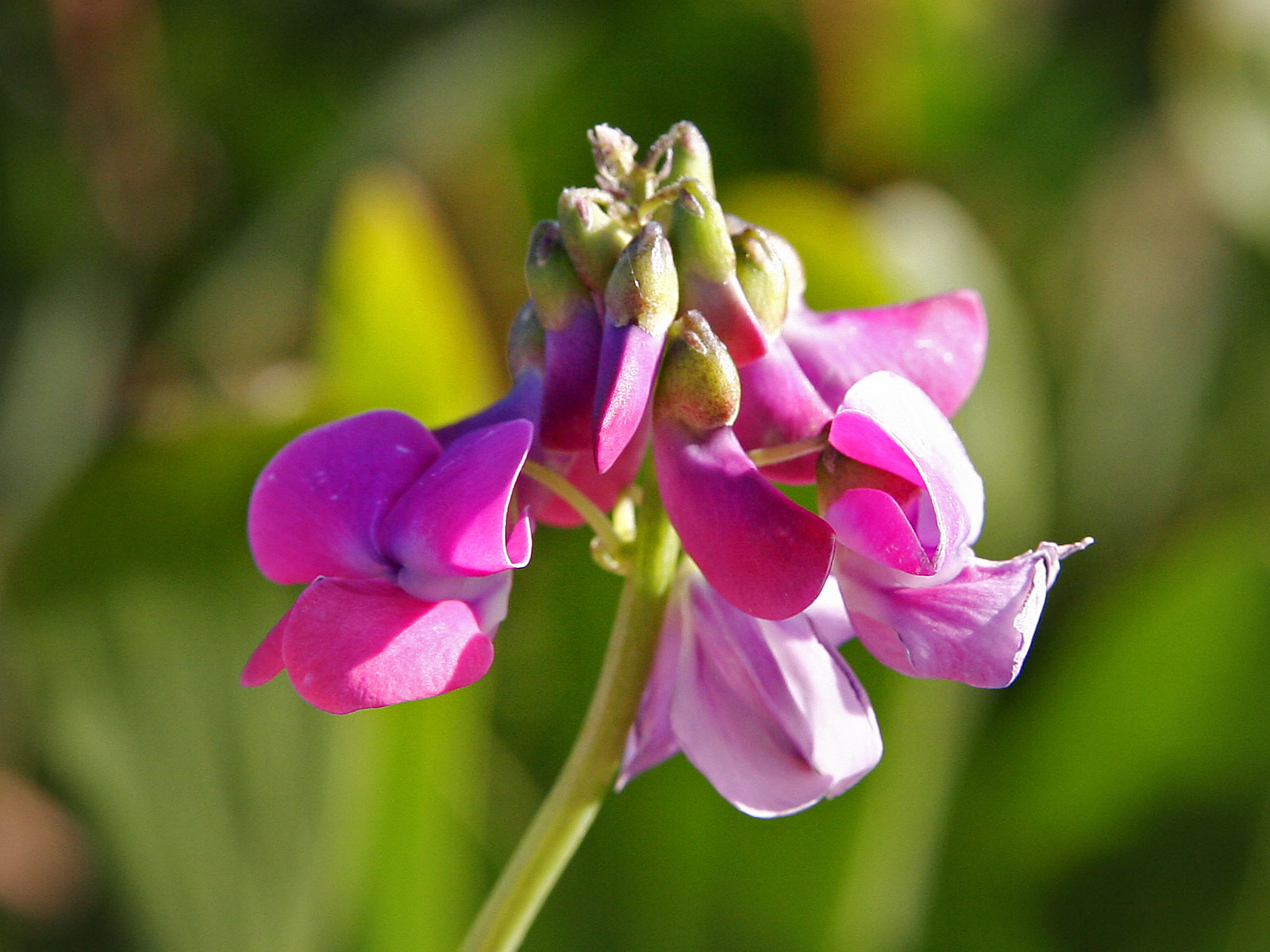
Hoa của một cây họ Đậu

### Sinh trưởng
Các loài trong họ này có các kiểu phát triển đa dạng từ cây gỗ, cây bụi, thân thảo, dây leo, dây leo thân thảo. Các loài cây thân thảo có thời gian sinh trưởng 1 năm, 2 năm hoặc nhiều năm.

### Lá cây
Các lá thường mọc xen kẽ và khép kín khi nhìn từ trên xuống. Chúng thường có dạng kết hợp chẵn - hoặc lẻ, thường có 3 lá chét và hiếm khi có dạng hình chân vịt, còn trong các phân họ Mimosoideae và Caesalpinioideae, thường là cặp lá kép.

## Cố định đạm

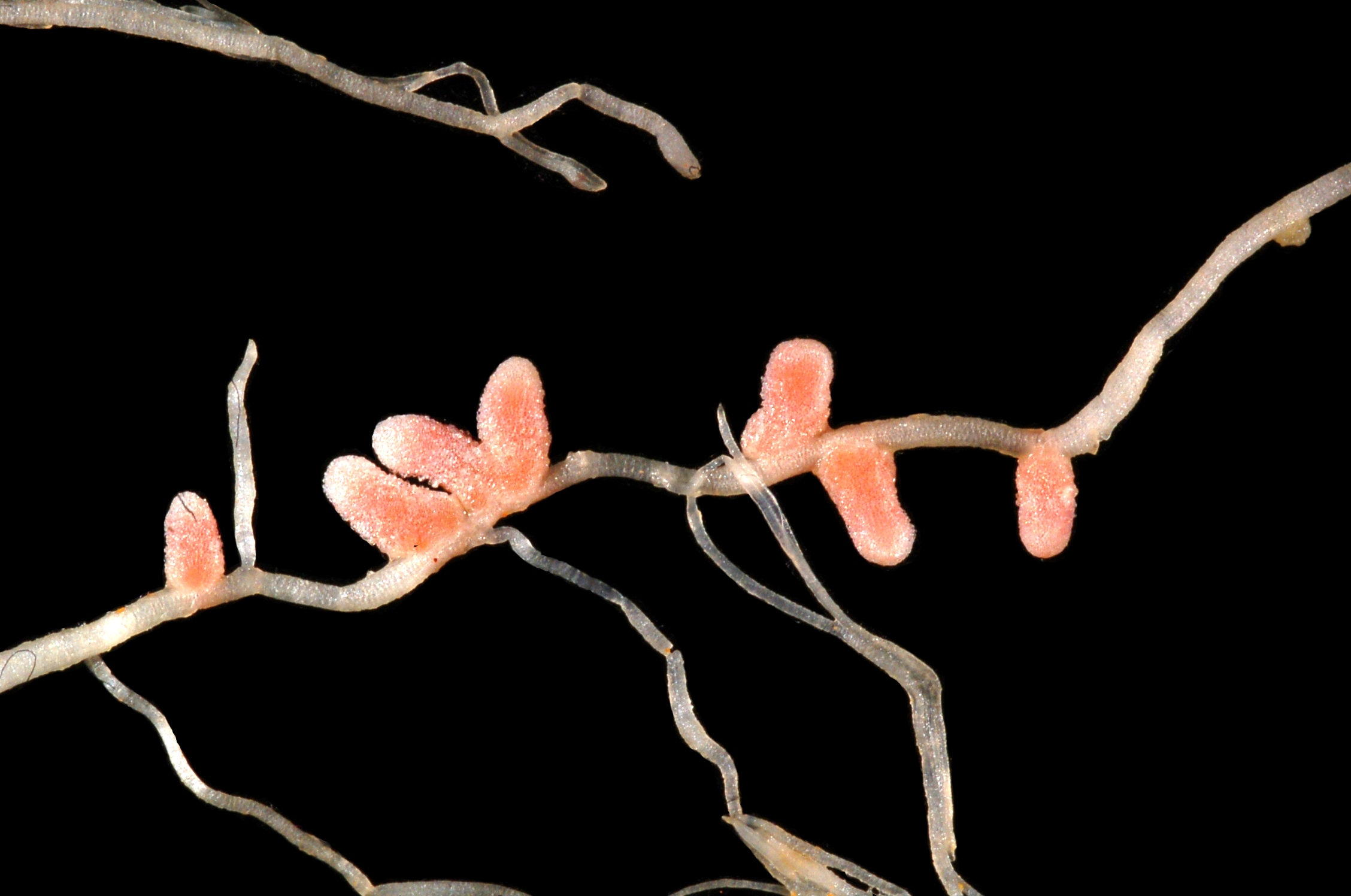
Các nốt sần của Medicago italica chứa vi khuẩn Sinorhizobium meliloti. Nốt sần cung cấp cho vi khuẩn chất dinh dưỡng và nơi ở, và vi khuẩn cố định đạm lại cho cây

Một đặc trưng nổi bật của các loài cây thuộc họ Đậu là chúng có quan hệ mật thiết với nhiều loài vi khuẩn tại các nốt sần trên rễ của chúng. Các loại vi khuẩn này được biết đến như là vi khuẩn nốt rễ (Rhizobium), có khả năng lấy khí nitơ (N2) trong không khí và chuyển hóa nó thành các dạng nitơ mà cây có thể hấp thụ được (NO3- hay NH4+). Hoạt động này được gọi là cố định đạm. Cây đậu cung cấp nơi ở và dinh dưỡng, còn vi khuẩn nốt rễ, trong vai trò của nhà cung cấp nitrat có ích, tạo ra một quan hệ cộng sinh. Mối quan hệ này không chỉ giúp tạo đạm cho cây Đậu sử dụng mà còn cho cả các cây khác xung quanh, do đó có tác dụng cải tạo đất.

## Biểu tượng
- Erythrina crista-galli là quốc hoa của Argentina và Uruguay.[43]
- Enterolobium cyclocarpum là cây biểu tượng của Costa Rica, từ 31 tháng 8 năm 1959.[44]
- Caesalpinia echinata là cây biểu tượng của Brasil từ năm 1978.[45]
- Acacia pycnantha là quốc hoa của Úc.[46]
- Bauhinia x blakeana là quốc hoa của Hồng Kông.[47]